# NHK General TV
NHK General TV (NHK総合テレビジョン NHK Sōgō Terebijon?), conocida como NHK-G, es la primera cadena de televisión de la corporación pública Nippon Hōsō Kyōkai (NHK). Ofrece una programación generalista para todos los públicos, centrada en informativos, entretenimiento y espacios de servicio público. La red está formada por más de 50 estaciones regionales, todas ellas pertenecientes a NHK, que cubren todas las prefecturas y pueden hacer desconexiones locales.

## Historia
NHK, la radiodifusora pública de Japón, puso en marcha su servicio de televisión el 1 de febrero de 1953 para el área metropolitana de Tokio, utilizando el indicativo JOAK-TV. Con el paso del tiempo la cobertura se amplió a todo el país a través de la red de radiodifusoras locales. JOAK-TV fue el primer canal de televisión en emitir en Japón, si bien ese mismo año se puso en marcha también la cadena comercial Nippon Television. En 1959, coincidiendo con la creación del canal educativo, pasó a ser conocido entre el público como «canal general». En 1960 comenzaron las emisiones en color, y a partir de 1961 se introdujeron programas matinales.
Desde 2011, año en que se produjo el apagón analógico, emite en abierto por televisión digital terrestre —donde suele ocupar el dial 1 o el dial 3 según la región— y en televisión por satélite.

## Programación
La actual red cubre todas las prefecturas de Japón y está formada por más de 50 estaciones propias que operan en ocho regiones de emisión. Las emisoras de referencia para cada región son las de Tokio (Kantō), Osaka (Kansai), Hiroshima (Chūgoku), Sapporo (Hokkaidō), Sendai (Tōhoku), Nagoya (Tōkai-Hokuriku), Matsuyama (Shikoku) y Fukuoka (Kyūshū-Okinawa). La señal de NHK-G es común en todas las estaciones, pero hay espacios en la programación para desconexiones informativas regionales.
La programación está compuesta por informativos, entretenimiento y espacios de servicio público. El horario de máxima audiencia abarca desde las 19:30 hasta las 20:45, y entremedias hay dos bloques informativos que estructuran la parrilla: NHK News 7 (19:00), con un boletín de media hora, y News Watch 9 (21:00), que repasa la actualidad nacional e internacional. La emisión abarca las 24 horas del día, con una breve interrupción semanal a las 4:00 por cuestiones técnicas.